# Герб Гаяни
Герб Гая́ни — державний символ Гаяни, прийнятий 25 лютого 1966 року, після того як королева Єлизавета II подарувала його Гаяні.

## Опис
Центральним мотивом герба є щит посередині, в центрі якого зображено три блакитні хвилеподібні лінії, що символізують три головні річки Гаяни (Бербіс, Демерара і Ессекібо). Над ними розташоване зображення Вікторії регії, національної квітки Гаяни, що говорить про багату рослинності країни, а під ним зображення рідкісним птахом гоацин, що мешкає переважно на північному сході Південної Америки.
Щит підтримується двома ягуарами, один з яких тримає кирку — символ гірничодобувної промисловості, а інший — паросток цукрового очерету і паросток рису, що символізує сільське господарства Гаяни. Над щитом знаходиться шолом, пір'я якого уособлюють корінне індіанське населення, а два дорогоцінних камені по його боках — гірнича справа в країні. Сам шолом символізує тісний зв'язок Гаяни зі Сполученим Королівством. Під щитом і під ягуарами розташована біла стрічка з національним девізом англійською мовою, в якому йдеться: «Один народ, одна нація, одна доля» (англ. «One People, One Nation, One Destiny»). Напис висловлює прагнення до єдності всіх національних і расових груп населення країни.